# UCI Europe Tour 2024
Navigation
Édition précédente Édition suivante
L'UCI Europe Tour 2024 est la 20e édition de l'UCI Europe Tour, l'un des cinq circuits continentaux de cyclisme de l'Union cycliste internationale. Il est composé d'environ 200 compétitions organisées du 20 janvier au 20 octobre 2024 en Europe.

## Équipes
Les équipes qui peuvent participer aux différentes courses dépendent de la catégorie de l'épreuve. Par exemple, les UCI WorldTeams ne peuvent participer qu'aux courses .1 et leur nombre par épreuves est limité.
| Catégorie | Catégorie               | Équipes                                                                                 |
| --------- | ----------------------- | --------------------------------------------------------------------------------------- |
| .1        | 1.1 (Course d'un jour)  | * UCI WorldTeam (max 50 %) * UCI ProTeam * Équipe continentale * Sélection nationale    |
| .1        | 2.1 (Course par étapes) | * UCI WorldTeam (max 50 %) * UCI ProTeam * Équipe continentale * Sélection nationale    |
| .2        | 1.2 (Course d'un jour)  | * UCI ProTeam * Équipe continentale * Sélection nationale * Équipe régionale et de club |
| .2        | 2.2 (Course par étapes) | * UCI ProTeam * Équipe continentale * Sélection nationale * Équipe régionale et de club |

## Calendrier des épreuves

### Janvier
| Date | Course                                     | Pays    | Classe | Vainqueur           | Équipe                  |
| ---- | ------------------------------------------ | ------- | ------ | ------------------- | ----------------------- |
| 20   | Grand Prix de Valence                      | Espagne | 1.1    | Dylan Groenewegen   | Jayco AlUla             |
| 21   | Route de la Céramique-Grand Prix Castellón | Espagne | 1.1    | Michael Matthews    | Jayco AlUla             |
| 24   | Trofeo Calvià                              | Espagne | 1.1    | Simon Carr          | EF Education-EasyPost   |
| 25   | Trofeo Ses Salines-Felanitx                | Espagne | 1.1    | Paul Magnier        | Soudal Quick-Step       |
| 26   | Trofeo Serra de Tramuntana                 | Espagne | 1.1    | Lennert Van Eetvelt | Lotto Dstny             |
| 27   | Trofeo Port d'Andratx-Port de Pollença     | Espagne | 1.1    | Pelayo Sánchez      | Movistar                |
| 27   | Grand Prix Antalya                         | Turquie | 1.2    | Ma Binyan           | China Glory Continental |
| 28   | Trofeo Palma                               | Espagne | 1.1    | Gerben Thijssen     | Intermarché-Wanty       |
| 28   | Grand Prix La Marseillaise (2024)          | France  | 1.1    | Kevin Geniets       | Groupama-FDJ            |
| 31-4 | Étoile de Bessèges-Tour du Gard (2024)     | France  | 2.1    | Mads Pedersen       | Lidl-Trek               |

### Février
| Date  | Course                          | Pays     | Classe | Vainqueur        | Équipe                              |
| ----- | ------------------------------- | -------- | ------ | ---------------- | ----------------------------------- |
| 3     | Grand Prix Apollon Temple       | Turquie  | 1.2    | Ma Binyan        | China Glory Continental             |
| 8-11  | Tour de La Provence (2024)      | France   | 2.1    | Mads Pedersen    | Lidl-Trek                           |
| 8-11  | Tour d'Antalya                  | Turquie  | 2.1    | Davide Piganzoli | Polti Kometa                        |
| 10    | Tour de Murcie (2024)           | Espagne  | 1.1    | Ben O'Connor     | Decathlon AG2R La Mondiale          |
| 12    | Clásica Jaén                    | Espagne  | 1.1    | Oier Lazkano     | Movistar                            |
| 16    | Classic Var (2024)              | France   | 1.1    | Lenny Martinez   | Groupama-FDJ                        |
| 17-18 | Tour des Alpes-Maritimes (2024) | France   | 2.1    | Benoît Cosnefroy | Decathlon AG2R La Mondiale          |
| 22-25 | Gran Camiño (2024)              | Espagne  | 2.1    | Jonas Vingegaard | Team Visma-Lease a Bike             |
| 25    | Tour d'Alanya                   | Turquie  | 1.2    | Julien Trarieux  | China Glory Continental             |
| 27    | Le Samyn (2024)                 | Belgique | 1.1    | Laurenz Rex      | Intermarché-Wanty                   |
| 28    | Trofej Umag-Umag Trophy         | Croatie  | 1.2    | Matthew Brennan  | Team Visma-Lease a Bike Development |

### Mars
| Date  | Course                                         | Pays     | Classe | Vainqueur             | Équipe                              |
| ----- | ---------------------------------------------- | -------- | ------ | --------------------- | ----------------------------------- |
| 2     | Grand Prix Criquielion (2024)                  | Belgique | 1.1    | Alec Segaert          | Lotto Dstny                         |
| 2     | Grand Prix Syedra Ancient City                 | Turquie  | 1.2    | Lyu Xianjing          | China Glory Continental             |
| 2     | Tour des 100 Communes                          | France   | 1.2    | Halvor Dolven         | Uno-X Mobility Development          |
| 2     | Ster van Zwolle                                | Pays-Bas | 1.2    | Nicklas Amdi Pedersen | TDT-Unibet                          |
| 2-3   | Visit South Aegean Islands                     | Grèce    | 2.2    | André Drege           | Coop-Repsol                         |
| 3     | Poreč Trophy                                   | Croatie  | 1.2    | Matthew Brennan       | Team Visma-Lease a Bike Development |
| 3     | Grand Prix de Lillers-Souvenir Bruno Comini    | France   | 1.2    | Emmanuel Morin        | Van Rysel-Roubaix                   |
| 3     | Grand Prix Jean-Pierre Monseré (2024)          | Belgique | 1.1    | Jarne Van de Paar     | Lotto Dstny                         |
| 7-10  | Istrian Spring Trophy                          | Croatie  | 2.2    | Darren van Bekkum     | Team Visma-Lease a Bike Development |
| 9     | Grand Prix international de Rhodes             | Grèce    | 1.2    | Tyler Stites          | Project Echelon Racing              |
| 14-17 | Tour international de Rhodes                   | Grèce    | 2.2    | André Drege           | Coop-Repsol                         |
| 15    | Youngster Coast Challenge                      | Belgique | 1.2U   | Niklas Behrens        | Lidl-Trek Future Racing             |
| 16    | Classic Loire Atlantique (2024)                | France   | 1.1    | Paul Lapeira          | Decathlon AG2R La Mondiale          |
| 17    | Classica da Arrabida-Cyclin'Portugal           | Portugal | 1.2    | Joseba López          | Caja Rural-Seguros RGA              |
| 17    | Cholet Agglo Tour (2024)                       | France   | 1.1    | Paul Lapeira          | Decathlon AG2R La Mondiale          |
| 17    | La Popolarissima                               | Italie   | 1.2    | Daniel Skerl          | CTF Victorious                      |
| 17    | Grand Prix Slovenian Istria                    | Slovénie | 1.2    | Marcin Budziński      | Mazowsze Serce Polski               |
| 17    | Dorpenomloop Rucphen                           | Pays-Bas | 1.2    | Johan Dorussen        | Development DSM-Firmenich PostNL    |
| 19    | GP Brda-Collio                                 | Slovénie | 1.2    | Marcin Budziński      | Mazowsze Serce Polski               |
| 19-23 | Semaine internationale Coppi et Bartali (2024) | Italie   | 2.1    | Koen Bouwman          | Team Visma-Lease a Bike             |
| 20-24 | Olympia's Tour                                 | Pays-Bas | 2.2    | Tim Torn Teutenberg   | Lidl-Trek Future Racing             |
| 20-24 | Tour de l'Alentejo                             | Portugal | 2.2    | Eduard Prades         | Caja Rural-Seguros RGA              |
| 21    | GP Goriska & Vipava Valley                     | Slovénie | 1.2    | Mattia Negrente       | Astana Qazaqstan Development        |
| 24    | GP Adria Mobil                                 | Slovénie | 1.2    | Žak Eržen             | CTF Victorious                      |
| 24    | Roue Tourangelle                               | France   | 1.1    | Jason Tesson          | TotalEnergies                       |
| 27    | Paris-Camembert                                | France   | 1.1    | Benoît Cosnefroy      | Decathlon AG2R La Mondiale          |
| 29    | Route Adélie de Vitré                          | France   | 1.1    | Jenthe Biermans       | Arkéa-B&B Hotels                    |
| 30    | Volta NXT Classic                              | Pays-Bas | 1.1    | Timo Kielich          | Alpecin-Deceuninck                  |

### Avril
| Date  | Course                                          | Pays               | Classe | Vainqueur                           | Équipe                              |
| ----- | ----------------------------------------------- | ------------------ | ------ | ----------------------------------- | ----------------------------------- |
| 1     | Giro del Belvedere                              | Italie             | 1.2U   | Gal Glivar                          | UAE Team Emirates Gen Z             |
| 2     | Gran Premio Palio del Recioto                   | Italie             | 1.2U   | Alessandro Pinarello                | VF Group-Bardiani CSF-Faizanè       |
| 2-5   | Région Pays de la Loire Tour (2024)             | France             | 2.1    | Marijn van den Berg                 | EF Education-EasyPost               |
| 4-7   | Circuit des Ardennes                            | France             | 2.2    | Joseph Blackmore                    | Israel Premier Tech Academy         |
| 4-7   | Tour de Mersin                                  | Turquie            | 2.2    | Marcin Budziński                    | Mazowsze Serce Polski               |
| 7     | Paris-Roubaix espoirs                           | France             | 1.2U   | Tim Torn Teutenberg                 | Lidl-Trek Future Racing             |
| 7     | Trofeo Piva                                     | Italie             | 1.2U   | Pavel Novák                         | Team MBH Bank Colpack Ballan        |
| 9-12  | Tour de Sicile                                  | Italie             | 2.1    | Annulé pour des raisons financières | Annulé pour des raisons financières |
| 9-12  | Tour des Abruzzes                               | Italie             | 2.1    | Alexey Lutsenko                     | Astana Qazaqstan                    |
| 10-14 | Tour du Loir-et-Cher                            | France             | 2.2    | Emil Toudal                         | ColoQuick                           |
| 12    | Classic Grand Besançon Doubs                    | France             | 1.1    | Lenny Martinez                      | Groupama-FDJ                        |
| 13    | Arno Wallaard Memorial                          | Pays-Bas           | 1.2    | Pete Uptegrove                      | Monda Vakantieparken-Ijsselstreek   |
| 13    | Tour du Jura (2024)                             | France             | 1.1    | David Gaudu                         | Groupama-FDJ                        |
| 13    | Liège-Bastogne-Liège espoirs                    | Belgique           | 1.2U   | Joseph Blackmore                    | Israel-Premier Tech Academy         |
| 14    | Tour du Doubs (2024)                            | France             | 1.1    | Lenny Martinez                      | Groupama-FDJ                        |
| 14    | Trophée de la ville de San Vendemiano           | Italie             | 1.2U   | Florian Samuel Kajamini             | Team MBH Bank Colpack Ballan        |
| 18-21 | Belgrade-Banja Luka                             | Bosnie-Herzégovine | 2.2    | Piotr Pękala                        | Santic-Wibatech                     |
| 21    | Tour de Romagne                                 | Italie             | 1.1    | António Morgado                     | UAE Team Emirates                   |
| 21    | Tour de la Province de Bielle                   | Italie             | 1.2    | Florian Samuel Kajamini             | Team MBH Bank Colpack Ballan        |
| 21    | Gand-Wevelgem espoirs                           | Belgique           | 1.2U   | Huub Artz                           | Wanty-ReUz-Technord                 |
| 25    | Gran Premio della Liberazione                   | Italie             | 1.2U   | Davide Donati                       | Biesse-Carrera                      |
| 25-1  | Tour de Bretagne (2024)                         | France             | 2.2    | Jakob Söderqvist                    | Lidl-Trek Future Racing             |
| 26-28 | Tour des Asturies (2024)                        | Espagne            | 2.1    | Isaac Del Toro                      | UAE Team Emirates                   |
| 28    | Grand Prix de la Somme                          | France             | 1.2    | Corentin Devroute                   | SCO Dijon-Team Matériel-velo.com    |
| 28    | International Raiffeisenbank Kirschblütenrennen | Autriche           | 1.2    | Lukáš Kubiš                         | Elkov-Kasper                        |
| 28    | Famenne Ardenne Classic (2024)                  | Belgique           | 1.1    | Arnaud De Lie                       | Lotto Dstny                         |
| 28    | Rutland-Melton Cicle Classic                    | Royaume-Uni        | 1.2    | Annulé en raison d'inondations      | Annulé en raison d'inondations      |

### Mai
| Date  | Course                                     | Pays       | Classe | Vainqueur                           | Équipe                                 |
| ----- | ------------------------------------------ | ---------- | ------ | ----------------------------------- | -------------------------------------- |
| 1     | Circuit du Pays de Waes                    | Belgique   | 1.2    | Samuel Leroux                       | Van Rysel-Roubaix                      |
| 1     | Grand Prix Vorarlberg                      | Autriche   | 1.2    | Jaka Primožič                       | Hrinkow Advarics                       |
| 1     | Eschborn-Francfort espoirs                 | Allemagne  | 1.2U   | Wessel Mouris                       | Metec-Solarwatt p/b Mantel             |
| 1-5   | Ronde de l'Isard                           | France     | 2.2U   | Darren van Bekkum                   | Visma-Lease a Bike Development         |
| 2-5   | Grand Prix Beiras et Serra da Estrela      | Portugal   | 2.2    | Artem Nych                          | Sabgal-Anicolor                        |
| 4     | Sundvolden GP                              | Norvège    | 1.2    | Idar Andersen                       | Uno-X Mobility Development             |
| 4     | Tour d'Overijssel                          | Pays-Bas   | 1.2    | Declan Trezise                      | ARA-Skip Capital                       |
| 5     | Ringerike GP                               | Norvège    | 1.2    | Idar Andersen                       | Uno-X Mobility Development             |
| 5     | Tour des onze villes (2024)                | Belgique   | 1.1    | Alexander Kristoff                  | Uno-X Mobility                         |
| 5     | Circuito del Porto-Trofeo Arvedi           | Italie     | 1.2    | Jakub Mareczko                      | Corratec-Vini Fantini                  |
| 8-12  | Flèche du Sud                              | Luxembourg | 2.2    | Pim Ronhaar                         | Baloise Trek Lions                     |
| 9     | Circuit de Wallonie (2024)                 | Belgique   | 1.1    | Arnaud De Lie                       | Lotto Dstny                            |
| 11    | Silesian Classic                           | Pologne    | 1.2    | Jakub Otruba                        | ATT Investments                        |
| 11    | Tour du Finistère (2024)                   | France     | 1.1    | Benoît Cosnefroy                    | Decathlon AG2R La Mondiale             |
| 12    | Boucles de l'Aulne-Châteaulin (2024)       | France     | 1.1    | Axel Zingle                         | Cofidis                                |
| 12    | Flèche ardennaise                          | Belgique   | 1.2    | Milan Donie                         | Lotto Dstny Development                |
| 12    | Gran Premio Industrie del Marmo            | Italie     | 1.2U   | Tommaso Dati                        | Biesse-Carrera                         |
| 15-19 | Tour de Grèce                              | Grèce      | 2.1    | Riccardo Zoidl                      | Felt Felbermayr                        |
| 16-19 | Tour de Sakarya                            | Turquie    | 2.2    | Willie Smit                         | China Glory-Mentech Continental        |
| 18    | Veenendaal-Veenendaal (2024)               | Pays-Bas   | 1.1    | Tord Gudmestad                      | Uno-X Mobility                         |
| 19    | Antwerp Port Epic (2024)                   | Belgique   | 1.1    | Alexander Kristoff                  | Uno-X Mobility                         |
| 19    | GP Gorenjska                               | Slovénie   | 1.2    | Michal Schuran                      | ATT Investments                        |
| 20    | Paris-Troyes                               | France     | 1.2    | Liam Walsh                          | BridgeLane                             |
| 20    | Tour du Limbourg (2024)                    | Belgique   | 1.1    | Dylan Groenewegen                   | Jayco AlUla                            |
| 20-24 | Tour d'Albanie                             | Albanie    | 2.2    | Veljko Stojnić                      | Serbie                                 |
| 22-26 | Alpes Isère Tour                           | France     | 2.2    | Jarno Widar                         | Lotto Dstny Development                |
| 23-25 | Tour d'Estonie                             | Estonie    | 2.1    | Siim Kiskonen                       | Voltas-Tartu 2024 by CCN               |
| 23-26 | Tour de la Mirabelle                       | France     | 2.2    | Oscar Nilsson-Julien                | AVC Aix-en-Provence                    |
| 25    | Grand Prix Santa Rita                      | Italie     | 1.2    | Kyrylo Tsarenko                     | Corratec-Vini Fantini                  |
| 25    | Marcel Kint Classic                        | Belgique   | 1.1    | Annulé pour des raisons financières | Annulé pour des raisons financières    |
| 25    | Grand Prix Herning                         | Danemark   | 1.2    | Rasmus Søjberg                      | Decathlon AG2R La Mondiale Development |
| 26    | Fyen Rundt                                 | Danemark   | 1.2    | Lasse Norman Leth                   | CO:PLAY-Giant Store                    |
| 26    | Omloop der Kempen                          | Pays-Bas   | 1.2    | Martijn Rasenberg                   | Parkhotel Valkenburg                   |
| 26    | Tour de Cologne                            | Allemagne  | 1.1    | Casper van Uden                     | dsm-firmenich PostNL                   |
| 26    | Trophée de la ville de Castelfidardo       | Italie     | 1.2    | Francesco Della Lunga               | Hopplà-Petroli Firenze-Don Camillo     |
| 29    | Mercan'Tour Classic Alpes-Maritimes (2024) | France     | 1.1    | Lenny Martinez                      | Groupama-FDJ                           |
| 30-2  | Tour of Malopolska                         | Pologne    | 2.2    | Riccardo Zoidl                      | Felt Felbermayr                        |
| 30-2  | Ronde de l'Oise                            | France     | 2.2    | Pierre Barbier                      | Philippe Wagner-Bazin                  |

### Juin
| Date  | Course                                            | Pays      | Classe | Vainqueur                            | Équipe                               |
| ----- | ------------------------------------------------- | --------- | ------ | ------------------------------------ | ------------------------------------ |
| 1     | Trofeo Alcide Degasperi                           | Italie    | 1.2    | annulé                               | annulé                               |
| 1     | Flèche de Heist (2024)                            | Belgique  | 1.1    | Alexander Kristoff                   | Uno-X Mobility                       |
| 2     | Coppa della Pace                                  | Italie    | 1.2U   | Kevin Pezzo Rosola                   | General Store-Essegibi-F.Lli Curia   |
| 5-9   | ZLM Tour (2024)                                   | Pays-Bas  | 2.1    | Rune Herregodts                      | Intermarché-Wanty                    |
| 5-9   | Tour de Lituanie                                  | Lituanie  | 2.2    | Mads Andersen                        | Airtox-Carl Ras                      |
| 7     | Grand Prix du canton d'Argovie                    | Suisse    | 1.1    | Maxim Van Gils                       | Lotto Dstny                          |
| 9-16  | Giro Next Gen                                     | Italie    | 2.2U   | Jarno Widar                          | Lotto Dstny Development              |
| 12-16 | Tour de Kurpie                                    | Pologne   | 2.2    | Tobiasz Pawlak                       | Mazowsze Serce Polski                |
| 13-16 | Tour de Haute-Autriche                            | Autriche  | 2.2    | Adrien Maire                         | TDT-Unibet                           |
| 15-16 | Route d'Occitanie                                 | France    | 2.1    | Annulé en raison des Jeux olympiques | Annulé en raison des Jeux olympiques |
| 26-29 | Course de Solidarność et des champions olympiques | Pologne   | 2.2    | Tobiasz Pawlak                       | Mazowsze Serce Polski                |
| 26-30 | Tour de Slovaquie                                 | Slovaquie | 2.1    | Mauro Schmid                         | Jayco AlUla                          |
| 30    | Midden-Brabant Poort Omloop                       | Pays-Bas  | 1.2    | Floris Van Tricht                    | Israel Premier Tech Academy          |
| 30    | BW Classic                                        | Belgique  | 1.2    | Laurens Sweeck                       | Alpecin-Deceuninck Development       |

### Juillet
| Date  | Course                                    | Pays      | Classe | Vainqueur        | Équipe                                    |
| ----- | ----------------------------------------- | --------- | ------ | ---------------- | ----------------------------------------- |
| 2     | Trophée de la ville de Brescia            | Italie    | 1.2    | Manuel Oioli     | Q36.5 Continental                         |
| 2-7   | Tour d'Autriche                           | Autriche  | 2.1    | Diego Ulissi     | UAE Team Emirates                         |
| 6     | Visegrad 4 Kerekparverseny                | Hongrie   | 1.2    | Tilen Finkšt     | Adria Mobil                               |
| 6     | Grand Prix Yıldızdağı                     | Turquie   | 1.2    | Samet Bulut      | Istanbul Büyükșehir Belediye Spor Türkiye |
| 6-9   | Sibiu Cycling Tour                        | Roumanie  | 2.1    | Florian Lipowitz | Red Bull-Bora-Hansgrohe                   |
| 7     | Giro del Medio Brenta                     | Italie    | 1.2    | Sergio Meris     | Team MBH Bank Colpack Ballan              |
| 7     | Visegrad 4 Bicycle Race-GP Slovakia       | Slovaquie | 1.2    | Martin Voltr     | Pierre Baguette Cycling                   |
| 11-14 | GP de Torres Vedras                       | Portugal  | 2.2    | Orluis Aular     | Caja Rural-Seguros RGA                    |
| 13    | Grand Prix Altınkale                      | Turquie   | 1.2    | Max Stedman      | Istanbul Büyükșehir Belediye Spor Türkiye |
| 13-15 | Tour de l'Ain (2024)                      | France    | 2.1    | Alexander Cepeda | EF Education-EasyPost                     |
| 14    | Tour des Apennins                         | Italie    | 1.1    | Jan Christen     | UAE Team Emirates                         |
| 15    | Clásica Terres de l'Ebre                  | Espagne   | 1.2    | Abel Balderstone | Caja Rural-Seguros RGA                    |
| 17-21 | Tour de la Vallée d'Aoste                 | Italie    | 2.2U   | Jarno Widar      | Lotto Dstny Development                   |
| 20    | Visegrad 4 Bicycle Race-GP Czech Republic | Tchéquie  | 1.2    | Martin Voltr     | Pierre Baguette Cycling                   |
| 21    | Grand Prix de la ville de Pérenchies      | France    | 1.2    | Théo Delacroix   | Saint Michel-Mavic-Auber 93               |
| 21    | Visegrad 4 Bicycle Race-GP Poland         | Pologne   | 1.2    | Lukáš Kubiš      | Elkov-Kasper                              |
| 23    | Memoriał Andrzeja Trochanowskiego         | Pologne   | 1.2    | Norbert Banaszek | Mazowsze Serce Polski                     |
| 23    | Tour de Castille-et-León                  | Espagne   | 1.1    | Caleb Ewan       | Jayco AlUla                               |
| 24-27 | Dookoła Mazowsza                          | Pologne   | 2.2    | Bartłomiej Proć  | Santic-Wibatech                           |
| 24-28 | Tour Alsace                               | France    | 2.2    | Joris Delbove    | Saint Michel-Mavic-Auber 93               |
| 24-4  | Tour du Portugal                          | Portugal  | 2.1    | Artem Nych       | Sabgal-Anicolor                           |
| 25    | Prueba Villafranca-Ordiziako Klasika      | Espagne   | 1.1    | Jan Christen     | UAE Team Emirates                         |
| 25-28 | Czech Tour                                | Tchéquie  | 2.1    | Marc Hirschi     | UAE Team Emirates                         |
| 27-29 | Kreiz Breizh Elites                       | France    | 2.2    | Florian Dauphin  | Arkéa-B&B Hôtels Continentale             |
| 28    | Puchar MON                                | Pologne   | 1.2    | Konrad Czabok    | Mazowsze Serce Polski                     |

### Août
| Date  | Course                                              | Pays     | Classe | Vainqueur            | Équipe                                    |
| ----- | --------------------------------------------------- | -------- | ------ | -------------------- | ----------------------------------------- |
| 4     | Cupa Max Ausnit                                     | Roumanie | 1.2    | Kyrylo Tsarenko      | Corratec-Vini Fantini                     |
| 7-9   | Tour de Szeklerland                                 | Roumanie | 2.2    | Lev Gonov            | Astana Qazaqstan Development              |
| 11    | Circuit de Getxo                                    | Espagne  | 1.1    | Jon Barrenetxea      | Movistar                                  |
| 11    | Polynormande                                        | France   | 1.1    | Paul Lapeira         | Decathlon AG2R La Mondiale                |
| 11    | Grand Prix de Poggiana                              | Italie   | 1.2U   | Jørgen Nordhagen     | Team Visma-Lease a Bike Development       |
| 13-16 | Tour du Limousin-Périgord-Nouvelle-Aquitaine        | France   | 2.1    | Alex Baudin          | Decathlon AG2R La Mondiale                |
| 14-18 | Tour de Roumanie                                    | Roumanie | 2.2    | Ilkhan Dostiyev      | Astana Qazaqstan Development              |
| 15    | Tour de Louvain-Mémorial Jef Scherens               | Belgique | 1.1    | Markus Hoelgaard     | Uno-X Mobility                            |
| 16    | Gran Premio Capodarco                               | Italie   | 1.2U   | Filippo D'Aiuto      | General Store-Essegibi-F.Lli Curia        |
| 20-23 | Tour Poitou-Charentes en Nouvelle-Aquitaine         | France   | 2.1    | Søren Wærenskjold    | Uno-X Mobility                            |
| 21-25 | Tour de la Bataille de Varsovie                     | Pologne  | 2.2    | Alan Banaszek        | Mazowsze Serce Polski                     |
| 22-25 | Tour de Bohême Occidentale                          | Tchéquie | 2.2U   | Victor Vaneeckhoutte | Lotto Dstny Development                   |
| 23    | Course des raisins                                  | Belgique | 1.1    | Jelte Krijnsen       | Q36.5 Pro Cycling Team                    |
| 23-1  | Tour cycliste international de la Guadeloupe (2024) | France   | 2.2    | Kevin Castillo       | Team Sistecrédito                         |
| 24    | Grand Prix Soğanlı                                  | Turquie  | 1.2    | Natnael Berhane      | Istanbul Büyükșehir Belediye Spor Türkiye |
| 24-29 | Tour de Bulgarie                                    | Bulgarie | 2.2    | Matteo Malucelli     | JCL Ukyo                                  |
| 25    | Grand Prix de Plouay                                | France   | 1.2    | Pierre-Henry Basset  | CIC U Nantes Atlantique                   |
| 25    | Ronde van de Achterhoek                             | Pays-Bas | 1.2    | Stian Rosenlund      | Airtox-Carl Ras                           |
| 25    | Grand Prix Kaisareia                                | Turquie  | 1.1    | Benjamin Dyball      | Victoire Hiroshima                        |
| 28    | Muur Classic Geraardsbergen (2024)                  | Belgique | 1.1    | Jenno Berckmoes      | Lotto Dstny                               |
| 30-2  | Tour of Routhe Salvation                            | Turquie  | 2.2    | Rutger Wouters       | Cycling Vlaanderen                        |
| 31-1  | In the footsteps of the Romans                      | Bulgarie | 2.2    | Alin Toader          | Team Novák                                |

### Septembre
| Date  | Course                          | Pays     | Classe | Vainqueur           | Équipe                                 |
| ----- | ------------------------------- | -------- | ------ | ------------------- | -------------------------------------- |
| 1     | GP Kranj                        | Slovénie | 1.2    | Roman Ermakov       | CTF Victorious                         |
| 4-7   | Tour du Frioul-Vénétie julienne | Italie   | 2.2    | Jørgen Nordhagen    | Team Visma-Lease a Bike Development    |
| 5-8   | Okolo Jižních Čech              | Tchéquie | 2.2    | Marcin Budziński    | Mazowsze Serce Polski                  |
| 7     | Grand Prix Rik Van Looy         | Belgique | 1.2    | Simon Dehairs       | Alpecin-Deceuninck Development         |
| 8     | Grand Prix de la ville de Halle | Belgique | 1.2    | Federico Savino     | Soudal Quick-Step Devo                 |
| 11    | Tour de Toscane                 | Italie   | 1.1    | Clément Champoussin | Arkéa-B&B Hotels                       |
| 12-15 | Tour d'Istanbul                 | Turquie  | 2.1    | Mathieu Burgaudeau  | TotalEnergies                          |
| 14    | Mémorial Marco Pantani          | Italie   | 1.1    | Marc Hirschi        | UAE Team Emirates                      |
| 15    | Trofeo Matteotti                | Italie   | 1.1    | Orluis Aular        | Caja Rural-Seguros RGA                 |
| 15    | Grand Prix d'Isbergues (2024)   | France   | 1.1    | Arvid de Kleijn     | Tudor                                  |
| 15    | Grand Prix de Nogent-sur-Oise   | France   | 1.2    | Justin Ducret       | SCO Dijon-Team Material-velo.com       |
| 20    | Championnat des Flandres        | Belgique | 1.1    | Tim Merlier         | Soudal Quick-Step                      |
| 22    | Gooikse Pijl                    | Belgique | 1.1    | Tim Merlier         | Soudal Quick-Step                      |
| 22    | Paris-Chauny                    | France   | 1.1    | Arnaud Démare       | Arkéa-B&B Hotels                       |
| 24    | Ruota d'Oro                     | Italie   | 1.2U   | Roman Ermakov       | CTF Victorious                         |
| 25    | Circuit du Houtland             | Belgique | 1.1    | Max Walscheid       | Jayco AlUla                            |
| 27-29 | Tour d'Eure-et-Loir             | France   | 2.2    | Antoine L'Hote      | Decathlon AG2R La Mondiale Development |
| 28    | Grand Prix Pino Cerami (2024)   | Belgique | 1.2    | Sente Sentjens      | Alpecin-Deceuninck Development         |

### Octobre
| Date  | Course                        | Pays     | Classe | Vainqueur                                   | Équipe                                      |
| ----- | ----------------------------- | -------- | ------ | ------------------------------------------- | ------------------------------------------- |
| 1     | Binche-Chimay-Binche (2024)   | Belgique | 1.1    | Arnaud De Lie                               | Lotto Dstny                                 |
| 1     | Coppa Città di San Daniele    | Italie   | 1.2    | Jørgen Nordhagen                            | Team Visma-Lease a Bike Development         |
| 1-6   | Tour de Croatie               | Croatie  | 2.1    | Brandon McNulty                             | UAE Team Emirates                           |
| 2     | Elfstedenrace                 | Pays-Bas | 1.1    | Taco van der Hoorn                          | Intermarché-Wanty                           |
| 3     | Paris-Bourges                 | France   | 1.1    | Annulé pour des raisons financières         | Annulé pour des raisons financières         |
| 5     | Tour de Vendée                | France   | 1.1    | Annulé pour des raisons financières         | Annulé pour des raisons financières         |
| 5     | Tour de Lombardie Espoirs     | Italie   | 1.2U   | Brieuc Rolland                              | Continentale Groupama-FDJ                   |
| 6     | Coppa Agostoni                | Italie   | 1.1    | Marc Hirschi                                | UAE Team Emirates                           |
| 6     | Paris-Tours espoirs           | France   | 1.2U   | Antoine L'Hote                              | Decathlon AG2R La Mondiale Development      |
| 11-13 | Tour de Serbie                | Serbie   | 2.2    | Quinten Veling                              | WPGA Amsterdam Racing Academy               |
| 13    | Chrono des Nations (2024)     | France   | 1.1    | Stefan Küng                                 | Groupama-FDJ                                |
| 13    | Chrono des Nations espoirs    | France   | 1.2U   | Jakob Söderqvist                            | Lidl-Trek Future Racing                     |
| 13    | Trofeo Baracchi               | Italie   | 1.1    | Annulé pour des raisons financières         | Annulé pour des raisons financières         |
| 20    | Bergerac-Châtellerault-Rungis | France   | -      | Annulé en raison du faible nombre d'engagés | Annulé en raison du faible nombre d'engagés |